# Helmet
A Helmet amerikai rockegyüttes. Főleg az alternatív metal műfajában játszanak. 1989-ben alakultak New Yorkban. Első nagylemezüket 1990-ben adták ki. "Unsung" című számuk hallható a 2004-es Grand Theft Auto: San Andreas videójátékban is az egyik rádióadón. Lemezkiadóik: earMUSIC, Amphetamine Records, Interscope Records, Warcon. A zenekar jelen van továbbá a noise rock és a post-hardcore műfajokban is. 1998-ban feloszlottak, 2004 óta újból aktív a Helmet.

## Tagok
- Page Hamilton - ének, gitár (1989-1998, 2004-)
- Kyle Stevenson - dobok, vokál (2006-)
- Dan Beeman - gitár, vokál (2008-)
- Dave Case - basszusgitár (2010-)

## Diszkográfia

### Stúdióalbumok
- Strap It On (1990)
- Meantime (1992)
- Betty (1994)
- Aftertaste (1997)
- Size Matters (2004)
- Monochrome (2008)
- Seeing Eye Dog (2010)
- Dead to the World (2016)
- Left (2023)